# Svájc világörökségi helyszínei
Svájc területéről eddig tizenhárom helyszín került fel a világörökségi listára, egy helyszín a javaslati listán várakozik a felvételre.
| | Sankt Gallen-i kolostor |
| 1983 |                         |
| Kulturális (II)(IV) |                         |
| Hivatkozás: 268 |                         |
| A Sankt Gallen-i kolostor évszázadokon át Európa egyik legjelentősebb benedek rendi apátsága volt. A kolostort 613-ban alapították és Szent Gál (Gallus) írországi hittérítőről nevezték el. Szent Gál Szent Kolumbán tanítványa és társa volt, itt hunyt el 646-ban. Az épületek sorozatos átépítése arra utal, hogy a kolostor vallási és kulturális befolyása folyamatos volt. Már a 9. századra a nyugati kultúra és tudomány egyik legnagyobb hatású központjává fejlődött. Első virágkorát a 9. és a 11. század között élte. Ma is látható barokk formáját egy 18. század közepén végrehajtott átalakításnak köszönheti. Legrégebbi megmaradt része 10. századi kriptája. A mostani épület központi elemei a katedrális és a könyvtár. Az apátsági templom jellegzetessége keleti homlokzata, az épület székesegyházi rangját 1824-ben kapta. A kolostor legnagyobb nevezetessége az egyik legrégebben alapított könyvtár a világon, rokokó könyvtártermét a 18. század közepén építették. A körülbelül 170 000 kötetes könyvtárban négyszáz kötet ezer évnél régebbi, ezen kívül számos kéziratot is őriznek itt, köztük a híres Sankt Gallen-i alaprajzot is. |                         |

| | Müstairi Szent János-kolostor |
| 1983 |                               |
| Kulturális (III) |                               |
| Védett terület: 2,036 ha, puffer zóna: ha, hivatkozás: 269 |                               |
| A müstairi Szent János benedek-rendi apácakolostor a karoling korszakból származó templomfreskói okán világörökségi nyilvántartásba vett kolostoregyüttes, a svájci Graubünden kantonban, a Münster-völgyben (Val Müstair) fekvő Müstair település központjában. A kolostort 800 körül Nagy Károly közvetlenül, de valószínűbb, hogy az ő megbízásából a Churi egyházmegye püspöke alapította. A kolostor épületei két belső udvart vesznek körül, az 1200 éves Szent János apátsági templomot a 15. század végén késő gótikus csarnoktemplommá alakították át. A belsejében látható Karoling-kori freskók egy, a 20. század első felében végzett restaurálás során kerültek elő. Ezt a freskóciklust a kora középkorból fennmaradt legnagyobb festménygyűjteménynek tartják. A képek Dávid király és Jézus életéből ábrázolnak jeleneteket. Jelentős művészi értéket képviselnek, tanulmányozhatóak rajtuk az ikonográfiai témák fejlődése. Számos 12. századi freskómaradvány is díszíti a templomot, ezen kívül 11. századi stukkók és domborművek is láthatók a kolostorban. |                               |

| | Bern óvárosa |
| 1983 |              |
| Kulturális (III) |              |
| Védett terület: 84,68 ha, hivatkozás: 267 |              |
| Bern óvárosa a svájci főváros 1983 óta világörökségi védelmet élvező történelmi városrésze, Óváros (Altstadt) vagy Belváros (Innere Stadt) néven I. kerülete, amely az Aare folyó patkó alakú kanyarulata által közrezárt platón terül el. 12. századi alapítású, középkori hangulatú, városképében a 15–16. század építészetét őrző, festői fekvésű városmagjával Bern az ország egyik legpatinásabb települése. Legjelentősebb műemlékei a 12. századi Óratorony, a 15–16. századi Münster-székesegyház, valamint a 15. századi Városháza. Az 1729-ben felszentelt Szentlélek-templom Svájc legjelentősebb barokk temploma. Bern óvárosának jellegzetes elemei a városkapuk, az árkádsorok és a szobrokkal díszített reneszánsz kutak, amelyek közül több is a híres freiburgi szobrász Hans Gieng alkotása. A városközpontban lévő céh-székházakat és a városi palotákat egy hat kilométer hosszú árkádsor-rendszer köti össze. A település évszázadokon keresztül egy kivételesen következetes tervezési koncepció alapján fejlődött. A 19. század közepétől egy újabb építkezési hullámban nagyméretű középületeket emeltek, ekkor épült a szövetségi parlament, a szépművészeti múzeum, az egyetem és a városi színház, amik Bern fővárosi státuszát hangsúlyozzák. |              |

| | Bellinzona várai |
| 2000 |                  |
| Kulturális (IV) |                  |
| Védett terület: 5 ha, hivatkozás: 884 |                  |
| A Bellinzona várai összefoglaló név a svájci Ticino kanton székhelyén, Bellinzonában található három várat, a városvédő falat és bástyát jelenti. A három vár a középkori katonai építészet egyetlen megmaradt példája az Alpok térségében. Az épületek az erődépítészet mesterművei és legjelentősebb alkotásai Svájcban. Legnagyobb közülük a sziklás hegytetőn a 13. században épült Castelgrande, amelyet a 15. század végén a Sforza-család megbízásából kibővítettek. A várból több védőfal indul ki, amelyek körbekerítik a települést. Az erődrendszert Montebellónál egy második vár egészíti ki. A Castello di Montebello egy domboldalon áll, mostani formáját a 15. században nyerte el. A különálló Sasso Corbaro vár tőlük délkeletre a város felett 230 méter magasan épült fel. A folyóig lenyúló falrendszer egyes részei öt méter szélesek és kettős galériasorral rendelkeznek. A település ennek ellenére hosszú harcok után a svájci föderalisták kezére került. A területen azért épült ennyi erőd, mert az Észak-Európát Itáliával összekötő kereskedelmi utak a Ticino folyó völgyén haladtak keresztül. |                  |

| | Jungfrau és Aletsch védett területei |
| 2001, kiterjesztés: 2007 |                                      |
| Természeti (VII)(VIII)(IX) |                                      |
| Védett terület: 82 400 ha, hivatkozás: 1037 |                                      |
| A Jungfrau az azonos nevű masszívum legmagasabb csúcsa a Berni-Alpokban, Wengen fölött. A másik két csúcs az Eiger (3970 m) híres északi falával, valamint a Mönch (4099 m). A régió folyói és hómezői táplálják az Aletsch-gleccsert, ami Európa legnagyobb gleccsere. A hegység meredekebb északi és viszonylag lankás déli lejtőit az Alpok kialakulásakor a kőzetrétegek egymásra tolódása és gyűrődése hozta létre. A sziklás száraz éghajlatú füves pusztákon nincs földművelés ami kedvez a növény- és állatvilágnak. Az élőlények elterjedése a lejtés, a tájolás és a magasság függvényében változik. A térség jellegzetes fája a bükk, a kőris, az éger, a nyír, a lucfenyő és a mandulafenyő. A fahatár fölött cserjés területek, még feljebb alpesi mezők és tundrák húzódnak. Az állatok közül kőszáli kecskék, hiúzok, gímszarvasok, őzek, zergék és mormoták fordulnak elő, kétéltűek, hüllők és madarak mellett. Itt található Európa legmagasabbra vivő fogaskerekű vasútjának végállomása is. |                                      |

| | Monte San Giorgio |
| Olaszország és Svájc közös világörökségi helyszíne |                   |
| 2003, kiterjesztés: 2010 |                   |
| Kulturális (VIII) |                   |
| Védett terület: 1 089,34 ha, puffer zóna: 3 207,45 ha, hivatkozás: 1090 |                   |
| Monte San Giorgio (Szent György-hegy) Svájc Ticino kantonjában, a Luganói-tó déli partján emelkedő, 1096 méter magasságú hegy. Egyedi jellegzetessége a híres, triász időszaki őslénytani feltárás. A lelőhely régóta ismert, 2003-tól az UNESCO világörökségi helyszíneinek egyike. A 15. században a környék híressége, Manfred von Riva remete élt itt. A terület valamikor egy trópusi éghajlatú lagúna volt, a tengeri állatok mellett szárazföldi növények és állatok fosszíliái is előkerültek. A kövületek öt egymás fölötti rétegben helyezkednek el, ez a 200-250 millió évvel ezelőtt keletkezett kövületek egyik legjelentősebb lelőhelye. Különösen fontosak a gerinces állatok maradványai a legnagyobb fosszíliák 6 méteresek is lehetnek. Sokféle tengeri állat mellett őshüllő maradványokat is feltártak. A vizsgált viszonylag rövid földtörténeti korban a növény- és állatvilág gyorsan változott, a fajok robbanásszerűnek nevezhető szerteágazása ment végbe. A lelőhely a gerinces állatok fejlődésének egy fontos szakaszát mutatja be, így viszonyítási pont az evolúciókutatás számára. A védett státuszt kiterjesztették a hely olaszországi oldalára is, így 2010 óta a hely a két ország közös világörökségi helyszíne. |                   |

| | Lavaux |
| 2007 |        |
| Kulturális (III)(IV)(V) |        |
| Védett terület: 898 ha, puffer zóna: 1 408 ha, hivatkozás: 1243 |        |
| A Lavaux vagy lavaux-i régió, hivatalos megnevezéssel Lavaux teraszos szőlőültetvényei 2007 óta világörökségi védelmet élvező szőlővidék elnevezése Svájcban, Vaud kantonban, az Alpok délnyugati előterében, a Genfi-tó északi partvidékén. A déli fekvésű domboldal mérsékelt klímája és mészkőtalaja kedvez a szőlészetnek és a borászatnak. A 898 hektárnyi területet elfoglaló mintegy tízezer, kőtámfalú terasz a Lausanne és Montreux között húzódó lankás tóparton épült ki. Az itt termő legismertebb fajta a chasselas (saszla). Az itt élők mindig is megpróbálták kihasználni a hely adottságait. Már a római korban is folyt itt szőlőtermelés, de a jelenlegi teraszos kialakítás története csak a 11. századtól dokumentálható. A több mint tízezer mészkőből épített terasz hosszát 400-500 kilométerre becsülik. A helyszín területének túlnyomó többségét szőlőskertek borítják és Lavaux tizennégy településén folyik bortermelés. A térség egy évszázadokon keresztül fejlődő kultúrtáj, erről tanúskodnak várai, borospincéi és lakóépületei is. |        |

| | A rhaetiai vasútvonal Albulában és a Bernina kultúrtáj |
| Olaszország és Svájc közös világörökségi helyszíne |                                                        |
| 2008 |                                                        |
| Kulturális (II)(IV) |                                                        |
| Védett terület: 152,42 ha, puffer zóna: 109 385,9 ha, hivatkozás: 1276 |                                                        |
| Ez a határokon átnyúló világörökségi helyszín két történelmi hegyi vasútvonalat kapcsol össze, amelyek két útvonalon szelik át az Alpokat, piros szerelvényeik esetenként szédítő magasságban haladnak. A Rhätische Bahn (RhB) svájci vasúttársaság. 384 km hosszú hálózata az ország délkeleti részén, Graubünden kantonban található; a hálózaton panoráma- és regionális vonatokat, tehervonatokat, valamint autószállító vonatokat üzemeltet. A Bernina Express és a Glacier Express világszerte ismert márkák, míg a Bernina- és az Albula-vasút 2008 óta az UNESCO világörökség része. Az 1904-ben megnyitott Albula-vasútvonal 67 kilométer hosszú, 47 alagúton, valamint 144 viadukton/hídon halad keresztül. Az 1910-ben elkészült 61 kilométeres Bernina-vasútvonalhoz 13 alagutat és 52 viaduktot/hidat építettek. Ez utóbbi áthalad a 2253 méter magas Bernina-hágón, esetenként 7%-os lejtőn felkapaszkodva. Ezek a vasútvonalak a 20. század elején megszüntették a közép-alpoki települések elszigeteltségét, tartós gazdasági, társadalmi fejlődést indítottak el. |                                                        |

| | A svájci tektonikus terület Sardonában |
| 2008 |                                        |
| Természeti (VIII) |                                        |
| Védett terület: 32 850 ha, hivatkozás: 1179 |                                        |
| A védett Tektonikus Aréna Svájc északkeleti részének 33 ezer hektáros hegyvidéki területét foglalja magában, egyben hét olyan csúcsot, mely több mint háromezer méterrel magasodik a tengerszint fölé. A látványos táj kőzetrétegek összeütközése nyomán létrejött hegységképződés eredménye. A vetődési vonal mentén 250-300 millió éves permi homokkő húzódik egy 35-50 millió éves réteg tetején. A területen kiválóan megfigyelhetőek a különféle kőzetek, ezért már a 18. század óta a földtani kutatások fontos helyszínének számít. A havas hegyvidék a legjelentősebb, jégkorszak utáni gleccserek által formált terület az Alpok középső régiójában. A térség többféle életterek biztosít a növény- és állatvilágnak, megtalálhatók itt ártéri területek, magashegyi lápok, tavak, erdők, mezők, és itt él a Svájcba visszatelepült legrégebbi kőszáli kecske-kolónia is. |                                        |

| | La Chaux-de-Fonds / Le Locle |
| 2009 |                              |
| Kulturális (IV) |                              |
| Védett terület: 283,9 ha, puffer zóna: 4 487,7 ha, hivatkozás: 1302 |                              |
| A Jura-hegységben fekvő két kisváros az óraiparnak köszönhetően néhány évtized alatt tett szert hírnévre és kezdett rohamosan terjeszkedni. Le Loche tekinthető a svájci óraipar bölcsőjének, azután, hogy a kézműipar a 17. században komoly fejlődésnek indult. La Chaux-de-Fonds Svájc Neuchâtel kantonjában a róla elnevezett kerület székhelye. A svájci Jura kanton legnagyobb, ezzel együtt francia Svájc harmadik legnagyobb városa. A város a tengerszint felett 1000 méteren található, így Európa legmagasabban fekvő nagyvárosa. A települések mai szerkezete a 19. században alakult ki miután elődeik tűzvészben elpusztultak. Négyzethálós alaprajzot követnek, hosszan elnyúló párhuzamos utcáik mentén új gyárakat, üzemeket és lakóházakat építettek. Ez az elrendezés kiszolgálta az óragyártás igényeit és alkalmazkodott ahhoz az átalakuláshoz amely a kézműves termelésről a gyári termelésre való áttérést jelentette a 19. század végén. La Chaux-de-Fonds és Le Loche hasonló politikai/gazdasági/társadalmi helyzetének és földrajzi közelségének köszönhetően váltak ikervárossá. |                              |

| | Történelem előtti cölöpházak az Alpok közelében |
| Ausztria, Franciaország, Németország, Olaszország, Svájc és Szlovénia közös világörökségi helyszíne |                                                 |
| 2011 |                                                 |
| Kulturális (IV)(V) |                                                 |
| Védett terület: 274,2 ha, puffer zóna: 3 960,77 ha, hivatkozás: 1363 |                                                 |
| A helyszín az Alpok térségében, hat országban 111 különböző helyen álló, i. e. 5000 és i. e. 500 között épült cölöpház maradványaiból áll. A házakat mocsarak, tópartok, folyópartok mellett tárták fel, tervszerű ásatásokat csak a lelőhelyek kis részén végeztek. A nedves környezet megőrizte a lebomló anyagokat is, így a kutatók dendrokronológiai módszerrel pontos datálásokat végezhettek. Az ásatások során előkerült leletek mintegy harminc különböző kultúrához köthetők és képet adnak az korai európai földművelők életéről és társadalmáról, földművelési, állattenyésztési, fémfeldolgozási technikáiról, valamint azok fejlődéséről. Ezen kívül nyomon követhetővé vált az Alpokon keresztül folytatott kereskedelmi tevékenység is, ahol főleg kovakő, arany, agyagedények, textilek és kagylóhéjak cseréltek gazdát. A szállítóeszközök közül i. e. 3400 körülre datálható szekérmaradványokat tártak fel, ezek az eddig ismertek közül legkorábbiak közé tartoznak. |                                                 |

| | Le Corbusier építészeti munkái |
| Argentína, Belgium, Franciaország, Németország, India, Japán és Svájc közös világörökségi helyszíne |                                |
| 2016 |                                |
| Kulturális (I)(II)(VI) |                                |
| Védett terület: 99 ha, puffer zóna: 1410 ha, hivatkozás: 1321 |                                |
| A világörökségi helyszínhez Le Corbusier, a 20. század egyik legnagyobb hatású építőművészeti személyiségének tizenhét épülete tartozik, amelyek hét országban, Argentínában, Belgiumban, Franciaországban, Németországban, Indiában, Japánban és Svájcban találhatók. A kiválasztott épületeket új elgondolások alapján emelték, komoly hatást gyakoroltak távolabbi környezetük építészetére is és globálisan terjesztették a modern mozgalom eszméit. Az 1910-es és az 1960-as évek között épültek, modernizálták az építési technikákat és alkalmazkodtak a 20. századi igényekhez. Néhány épület nem sokkal elkészülése után világhírnévre tett szert, köztük a Villa Savoye a mozgalom egyik jelképe, a Unité d’Habitation a modern lakóházak prototípusa, és a ronchampi Magasságos Miasszonyunk-kápolna az egyházi építészet forradalmi megközelítése miatt. |                                |

| | A Kárpátok és más európai régiók ősbükkösei |
| Albánia, Ausztria, Belgium, Bosznia-Hercegovina, Bulgária, Csehország, Észak-Macedónia, Franciaország, Horvátország, Lengyelország, Németország, Olaszország, Románia, Svájc, Szlovákia, Szlovénia, Spanyolország és Ukrajna közös világörökségi helyszíne |                                             |
| 2007, kiterjesztés: 2011, 2017, 2021 (svájci helyszínek) |                                             |
| Természeti (IX) |                                             |
| Védett terület: 92 023,24 ha, puffer zóna: 253 815,38 ha, hivatkozás: 1133 |                                             |
| Ez a határokon átnyúló, többször kiterjesztett helyszín Európa legnagyobb kiterjedésű ősbükköse, jelenleg 18 ország közös világörökségi helyszíne és összesen 94 védett területből áll. Kezdetben az Északkeleti-Kárpátok déli lejtőin, Szlovákia keleti részén és Ukrajnában található védett területhez összesen 10 természetvédelmi körzet tartozott, ezek közül hat Ukrajnában négy pedig Szlovákiában található. Ezek a védett területek egy 185 kilométer hosszú tengelyen fekszenek, tengerszint feletti magasságuk 210 és 1700 méter között váltakozik. A teljes védett övezet eredetileg háromszáz négyzetkilométert foglalt el, majd 2011-ben a helyszínt öt újabb, Németországban található bükkerdővel egészítették ki. A következő kiterjesztés óta, 2017-től a helyszínhez tartoznak mediterrán területek, az Alpok, a Dinári-hegység és a Pireneusok ősbükkösei is. Az utolsó, 2021-es kiterjesztés során bosznia-hercegovinai, csehországi, észak-macedóniai, franciaországi, lengyelországi és svájci bükkösök kerültek a világörökségi listára. Az ősbükkösöben találhatók a világ legmagasabb és legöregebb bükkfái, és megfigyelhető a bükkerdők fejlődésének valamennyi fázisa. A Kárpátokban őshonos bükkfa a Dinári-hegység mellett csak ezeken a területeken vészelte át a jégkorszakot, majd egy rövid, néhány ezer éves időszak alatt elterjedt az egész kontinensen. Az őserdők a bükkfák felbecsülhetetlen értékű genetikai tárházai. A fák mellett található ökoszisztéma magán viseli a jégkorszak utáni élővilág valamennyi jellegzetességét, gazdag növény és állatvilágnak, köztük több védett fajnak nyújt életteret. |                                             |

## Javasolt helyszín
| Megnevezés       | Kép | Típus      | Kritérium | Év   | Link |
| ---------------- | --- | ---------- | --------- | ---- | ---- |
| Salginatobel-híd |     | Kulturális | I, IV     | 2017 | 6191 |